# ジョー・クレメンツ
ジョー・クレメンツ（Joe Clements）は、オーストラリアの男優である。

## 出演作品

### 映画
- ダニーと秘密の魔法使い（マイク・カンケル）